# Гордана Стевановић
Гордана Стевановић (град Бањалука, 16. септембар 1947), патолог, професор и дописни члан изван радног састава Академије науке и умјетности Републике Српске.

## Биографија
Рођена је у Бањалуци у Републици Српској, Босна и Херцеговина. Основну школу и гимназију је завршила у родном граду. На Медицинском факултету у Београду дипломирала је 1972. године, гдје је специјализовала патолошку анатомију (1974–1978).
Клиничку патологију специјализовала је на Универзитету Јужне Калифорније у Лос Анђелесу (1989–1993). На Медицинском факултету у Београду одбранила је 1982. године докторску дисертацију Патоморфолошка и имунохистохемијска анализа неХочкинових лимфома на бази Lukes-Collins-ове класификације, за коју је добила награду „Сергије Салтиков”, намијењену младим научницима.
Усавршавала се у области имунологије на Универзитету у Дараму, Сјеверна Каролина (1983), у области хематопатологије на Универзитету Јужне Калифорније, у Лос Анђелесу (1979–1980), у области хематопатологије и цитохемије на Универзитету у Луизвилу (1980–1981) и у области трансфузиологије на Универзитету Јужне Калифорније, у Лос Анђелесу (1993).
Доцент за предмет Патолошка анатомија на Медицинском факултету у Београду била је 1979, а ванредни професор 1989. године. За ванредног професора за предмет Патологија на Медицинском факултету Универзитета Калифорније (UCLA) у Лос Анђелесу изабрана је 1994. године.
Сада је шеф Дерматопатолошке службе у Медицинском центру Cedars-Sinai, у Лос Ангелесу. Публиковала је велики број научних радова у часописима на енглеском језику из области опште патологије, укључујући обдукцијску патологију, хематопатологију, имунохистохемију, онкологију и судску медицину. Укључена је у пројекте за патологију и историју медицине САНУ. Њена студија о корелацији клиничких и обдукцијских налаза, прва анализа овог типа у Србији, публикована је 1985. године у америчком часопису „Human Pathology” и цитирана у свјетској медицинској литератури. Извршила је прву обдукцију болесника са АИДС-ом у Србији. Међу првима у свјетској литератури огласила се 1987. године о налазу стрептококног миокардитиса код болесника са АИДС-ом.
Публиковала је са сарадницима Студију о новом моноклоном антитијелу (Т29/33) 1987. године. У часопису Dermatopathology: „Practical and Conceptual” 2003. године објавила је анализу васкулитида, са освртом на сличне студије од првих публикованих случајева и класификација у свјетској литератури до данас.
Члан је СЛД (Српског лекарског друштва), Удружења патолога СЦГ (Србије и Црне Горе), Европског удружења патолога, Интернационалне, Америчке и Канадске академије патолога, Колеџа америчких патолога, Америчког удружења клиничких патолога, Калифорнијског удружења патолога и Удружења патолога Лос Анђелеса.
Постала је дописни члан изван радног састава Академије науке и умјетности Републике Српске 5. септембра 2008. године.